# 폼 (문서)

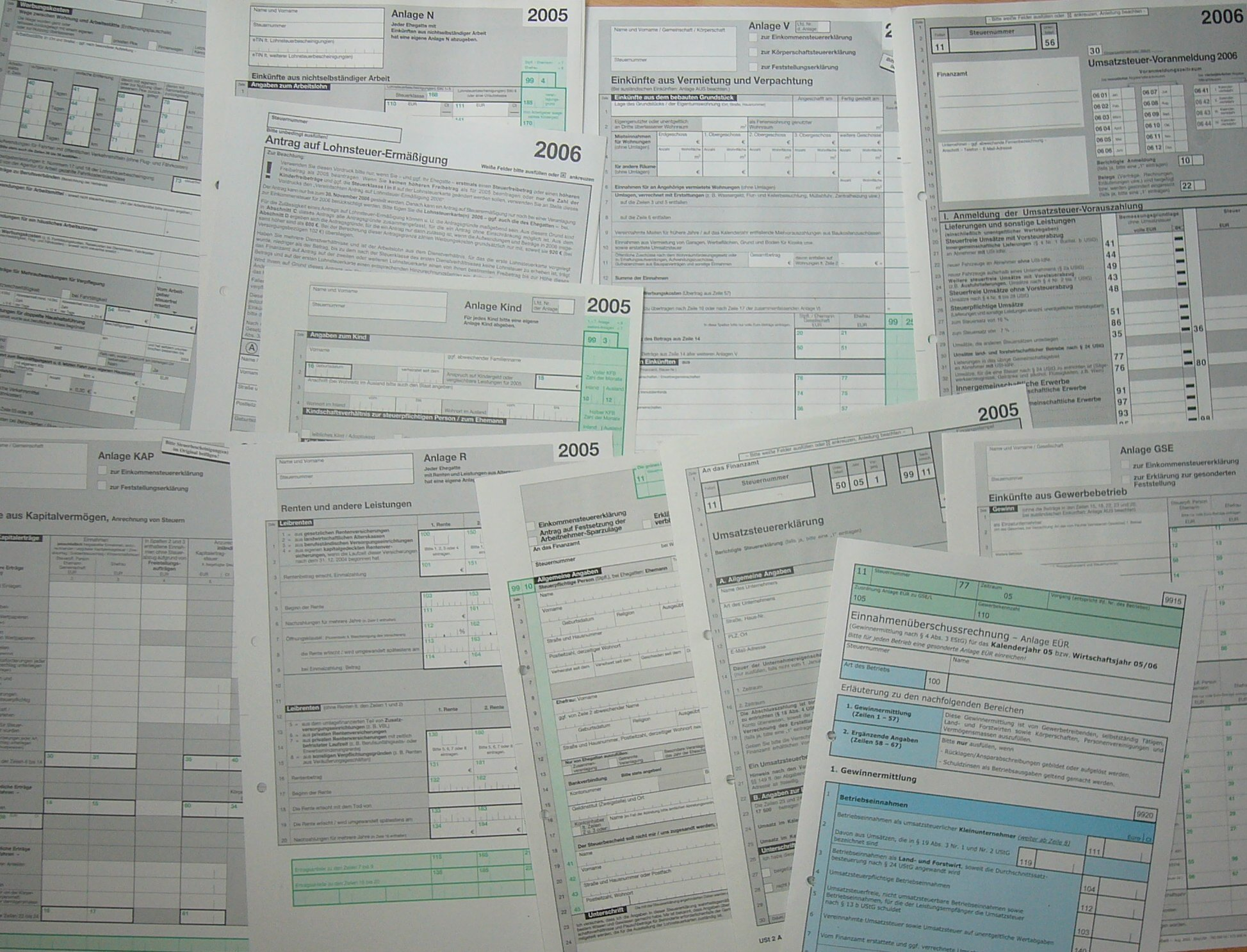
다양한 폼

폼(form)은 옵션을 쓰거나 선택할 수 있는 공백(필드 또는 자리 표시자)이 포함된 문서이다. 폼은 한 번에 여러 서명자에게 배포되거나 요청 시 제공될 수 있다. 작성 전 폼의 각 사본은 일련번호를 제외하고 일반적으로 동일하다. 폼을 사용하면 조직은 일관된 방식으로 여러 당사자로부터 균일한 데이터 집합을 수집할 수 있다.
완성된 폼은 목적에 따라 다르다. 예를 들어 폼은 명세서, 요청 또는 주문일 수 있다. 수표도 폼으로 간주될 수 있다. 또한 세금에 대한 여러 가지 폼이 있다. 예를 들면 세금 신고서가 있다. 납부해야 할 세액을 결정하려면 해당 항목을 작성해야 한다. 폼은 세금 환급 요청일 수도 있다.
폼에 수집된 정보를 조직 내의 여러 부서에 배포해야 하는 경우 폼을 두 번(또는 세 번) 작성할 수 있다. 이것은 먹지를 사용하여 수행할 수 있다.

## 같이 보기
- 데이터베이스
- 설문지
- XForms
- 폼 (HTML)